# Televisión en Honduras

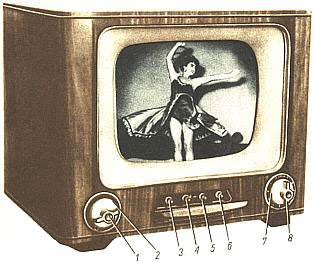
La Televisión llegó a Honduras en 1959.

La Televisión es uno de los medios de comunicación de mayor aceptación dentro de los hogares de los hondureños, debido a su rapidez, alcance y cobertura, siendo de los principales fuentes de entretenimiento e información para la mayoría de los televidentes.

## Historia
Las primeras transmisiones de televisión abierta en Honduras comenzaron el 15 de septiembre de 1959 y el primer canal de televisión nacional fue Canal 5, El Líder, que inicialmente transmitía en blanco y negro.
Luego, en 1973, Canal 5 inauguró la televisión a color en Honduras. Posteriormente (1981), Canal 6 realizaría la primera transmisión en vivo y directo de Honduras, desde San Pedro Sula.
En los años posteriores inician operaciones compañías de televisión por cable y satelital, para luego avanzar hacia televisión en línea, algunos canales del país ya han pasado al formato de televisión digital y en alta definición. [cita requerida]
La televisión hondureña cubre el 70% del territorio nacional, la televisión abierta utiliza los espectros VHF (canales 1 a 13) y UHF (canales 14 a 125), el resto se logra por medio de las compañías de televisión por cable.

## Canales de televisión abierta
Estos son los canales de televisión abierta de Honduras.
| Logo | Canal                            | Programación | Eslogan                       | Inicio de transmisiones            | Propietario                               | Operado                                       | Cobertura |
| ---- | -------------------------------- | ------------ | ----------------------------- | ---------------------------------- | ----------------------------------------- | --------------------------------------------- | --------- |
|      | Canal 5 Primario                 | Generalista  | El líder                      | 15 de septiembre de 1959 (65 años) | Familia Ferrari (Privado)                 | Corporación Televicentro                      | Nacional  |
|      | Telecadena 7 y 4 Secundario      | Generalista  | Vá con toda la familia        | 29 de julio de 1985 (39 años)      | Familia Ferrari (Privado)                 | Corporación Televicentro                      | Nacional  |
|      | Telesistema Informativo Temático | Noticias     | El orgullo de estar informado | 1967 (58 años)                     | Familia Ferrari (Privado)                 | Corporación Televicentro                      | Nacional  |
|      | Mega Temático                    | Variado      |                               | 2006                               | Familia Ferrari (Privado)                 | Corporación Televicentro                      | Nacional  |
|      | CBC Canal 6 Primario             | Noticias     | El Canal del pueblo Hondureño | 27 de junio de 1977 (47 años)      | Familia Nodarse (Privado o Generalista)   | Compañía Broadcasting Centroamericana         | Nacional  |
|      | VTV Primario                     | Generalista  | ¡Somos todos!                 | 9 de marzo de 1985 (40 años)       | Albavisión (Privado)                      | Voz e imagen de Centroamérica                 | Nacional  |
|      | Canal 12 Secundario              | Generalista  | Lo que querés Ver             |                                    | Albavisión (Privado)                      | Voz e imagen de Centroamérica                 | Nacional  |
|      | Unife-Telered 21 Temático        |              |                               | 1987 (como Telered 21)             | Albavisión (Privado)                      | Voz e imagen de Centroamérica                 | Nacional  |
|      | Canal 30 Temático                |              |                               | 2007                               | Albavisión (Privado)                      | Voz e imagen de Centroamérica                 | Nacional  |
|      | Más TV Temático                  | Musical      | Todas las alternativas        | 1996 (29 años)                     | Albavisión (Privado)                      | Voz e imagen de Centroamérica                 | Nacional  |
|      | Mundo TV Temático                |              |                               | Julio de 2008                      | Albavisión (Privado)                      | Voz e imagen de Centroamérica                 | Nacional  |
|      | Canal 11 Primario                | Generalista  | Solo por el once              | 11 de noviembre de 1996 (28 años)  | Grupo R-Media Grupo Continental (Privado) | Sociedad Televisora S.A.                      | Nacional  |
|      | D Televisión Secundario          | Generalista  | Entretenimiento desafiante    | 2008 (17 años)                     | Grupo R-Media Grupo Continental (Privado) | Sociedad Televisora S.A.                      | Nacional  |
|      | Azteca Honduras Primario         | Generalista  | Más cerca de ti               | 1 de septiembre de 2013 (11 años)  | TV Azteca México (Privado)                | TV Azteca Honduras                            | Nacional  |
|      | Canal 8 Primario                 | Generalista  | Vamos por más                 | 23 de junio de 1962 (63 años)      | Estado Hondureño (Público)                | Dirección Nacional de Radio y Televisión S.A. | Nacional  |

## Canales secundarios de señal abierta
Estos son los canales secundarios en Honduras.
| Logo | Nombre      | Programación               | Propietario                                           |
| ---- | ----------- | -------------------------- | ----------------------------------------------------- |
|      | TEN         | Educativa                  | Rodrigo Wong Arévalo Grupo ABC                        |
|      | Hondured    | Variedades                 | Víctor Bendeck                                        |
|      | Canal 6     | Variedades                 | Familia Nordase Compañía Broadcasting Centroamericana |
|      | HCH         | Noticias y entretenimiento | Eduardo Maldonado                                     |
|      | MVC         | Valores                    | Mario Tomás Barahona                                  |
|      | Campus TV   | Educativa                  | Universidad de San Pedro Sula                         |
|      | Congreso TV | Institucional              | Congreso Nacional de Honduras                         |
|      | Enlace TV   | Religioso                  | Enlace Costa Rica                                     |
|      | Maya TV     | Variedades                 | Maya Media Group S. de R.L.                           |

## Televisión por suscripción
Estos son algunos de los canales de televisión por suscripción en Honduras.
| Nombre           | Programación | Tipo de canal | Propietario                            |
| ---------------- | ------------ | ------------- | -------------------------------------- |
| Todo Deportes TV | Deportes     | Privado       | Mauricio Kawas Campeones, S.A. de C.V. |
| TDTV+            | Deportes     | Privado       | Mauricio Kawas Campeones, S.A. de C.V. |
| Deportes TVC     | Deportes     | Privado       | Corporación Televicentro               |

## Canales con cobertura regional
Estos son los canales regionales de Honduras.
| Nombre              |
| ------------------- |
| TVH Internacional   |
| Activa TV           |
| UNE TV              |
| JBN-TV              |
| RCN                 |
| Suyapa TV           |
| Canal 51            |
| Alfa & Omega Vision |
| Teleprogreso        |
| Sulavisión          |

### Canales en otros departamentos

#### Choluteca
| Nombre      |
| ----------- |
| Metro TV    |
| Choluvisión |
| TVS         |
| Viva Tv     |

#### El Paraíso
| Canal    | Nombre                                   |  |
| -------- | ---------------------------------------- |  |
| Canal 9  | TeleDanlí                                |  |
| Canal 27 | TVH INTERNACIONAL.                       |  |
| Canal 39 | La Cosecha.                              |  |
| Canal 42 | Hondured.                                |  |
| Canal 48 | Teleprogreso (Originado en El Progreso). |  |

#### Olancho
| Canal        | Ciudad     |
| ------------ | ---------- |
| Guayape TV   | Juticalpa  |
| CNC Canal 24 | Campamento |
| Canal 50     | Campamento |
| Canal 61     | Campamento |
| 45 TV        | Catacamas  |

## Televisión Digital

Televisión Digital Terrestre en América Latina y el Caribe

Honduras es el primer país de América Central en adoptar el estándar ATSC, bajo el cual existen actualmente varios canales al aire. En el año 2014 el país decide cambiar al estándar ISDB-T, debido a beneficios observados en otros países.
Canales de televisión digital en Tegucigalpa:
| Canal        | Frecuencia  | Resolución   |
| ------------ | ----------- | ------------ |
| Activa TV HD | 43.1        | 1080p        |
| CampusTV     | 59.1 Y 59.2 | 1080i y 480i |
| La UTV       | 4.1         | 480i         |
| Ten canal 10 | 20.1        | 1080p        |

Canales de televisión digital en San Pedro Sula:
| Canal        | Frecuencia  | Resolución   |
| ------------ | ----------- | ------------ |
| TEN Canal 10 | 10.1        | 480i         |
| CampusTV     | 59.1 y 59.2 | 1080i y 480i |
| La UTV       | 67.1        | 480i         |
| ActivaTV-HD  | 43.1        | 1080p        |

Canales de televisión digital en Choluteca:
| Canal            | Frecuencia | Resolución   |
| ---------------- | ---------- | ------------ |
| Televida         | 18.1       | 480i         |
| Televictoria     | 25.1       | 480i         |
| Choluvision 27   | 27.1       | 480i         |
| Canal 6          | 29.1       | 480i         |
| Suyapa TV        | 35.1       | 480i         |
| Suyapa Educativa | 35.2       | 480i         |
| Metro TV         | 39.1       | 480i Y 1080i |
| Choluteca TV     | 39.2       | 480i         |
| TVS Canal 42     | 42.1       | 480i         |
| Azteca Honduras  | 44.1       | 480i         |

Canal 11 transmite en la actualidad programas en alta definición, destacándose el programa de deportes "Todo Deportes". A mediados del 2011 el canal empezó a transmitir sus noticieros en alta definición a través de su compañía de cable Cable Color Honduras.
Televicentro transmitió en alta definición 56 de los 64 partidos de la Copa Mundial de Fútbol de 2010, y a partir del 6 de diciembre de 2010 comenzó a transmitir todos sus noticieros en alta definición (1080i) a través de las compañías de cable Tigo-Amnet y Cable Color Honduras. A partir de julio del 2012 empezó a transmitir su señal de alta definición a través de Claro TV.

## Televisión por Cable
Con la llegada de la televisión por cable desde la década de 1980, la población de Honduras ha disfrutado programas de diversos países como Alemania, España, Estados Unidos, Reino Unido, Japón, entre otros. Algunos proveedores de televisión satelital en Honduras son DirecTV, SKY Y ClaroTV Satelital.
Los sistemas de cable han incrementado la teleaudiencia con la señal vía satélite de compañías que venden sus servicios mediante contratos a los permisionarios los que por el cobro de cuotas facilitan programaciones a los telehogares. [cita requerida]
La televisión ha aumentado su cobertura y refleja un alto porcentaje de receptores en color, sin embargo, aún son utilizados televisores en blanco y negro por el bajo costo de los aparatos. [cita requerida]
Desde aquel 15 de septiembre de 1959 al presente, transcurridos 49 años, la televisión hondureña ha experimentado extraordinarios avances al incorporarse a sistema satelital, algunos de sus canales digitalizados y otros con adelantos tecnológicos del presente. [cita requerida]
Las compañías de televisión por cable y telefonía móvil están impulsando la convergencia tecnológica, donde se ofrece un paquéte todo en uno o multiplay, de telefonía (fija y móvil), televisión e internet por un mismo medio que puede ser por cable o vía telefónica, o utilizando ambos medios a la vez como un solo paquete multiplay. En la década del 2000 se comenzaron a digitalizar las señales de televisión por cable el primero en hacerlo fue AMNET (inicio operaciones en 1997 y en 2007 fue adquirida por Millicom cambiando su nombre a Tigo Home) y posteriormente América Móvil Lanzó su servicio de televisión por cable Claro TV (inició operaciones en agosto del 2007) quienes también ofrecen servicios de valor agregado como son Video en Demanda (VOD), pago por visión (PPV) y Guías de Programación Interactivas, dando así inicio a los servicios de Televisión Interactiva Digital. Ambas empresas operan servicios independientes de Televisión Digital y Televisión Analógica con planes concretos de la convergencia a digital de la totalidad de sus servicios de televisión.

### Televisión Educativa Nacional
Para 2007 se incorporaron al espectro de canales, dos con fuerte contenido educativo: Canal 10 (Televisión Educativa Nacional TEN) de Tegucigalpa y Campus TV de San Pedro Sula.

### Campus TV
CampusTV es auspiciado por la Universidad de San Pedro Sula es el primer canal digital en Alta Definición (1080i) en Honduras y América Central.

## Televisión por Internet
Varios canales de televisión en el país ofrecen vía streaming la sintonía gratuita de sus canales para ser captados en cualquier parte del mundo mediante la internet, entre ellos los siguientes:
| Canal                   |
| ----------------------- |
| Une TV                  |
| Activa TV               |
| UNCIÓN TV               |
| SUYAPA TV               |
| TeleDanlí               |
| Telered 21              |
| Canal 8 Honduras        |
| TVH Internacional       |
| 45 TV                   |
| Ebenezer Televisión     |
| Globo TV Honduras       |
| Globo TV                |
| HCH                     |
| CampusTV                |
| CHTV                    |
| Teleprogreso            |
| Waldivisión             |
| LTV                     |
| RTV Honduras            |
| Q'hubo TV               |
| Mi Viña Channel         |
| Más Noticias Televisión |
| Alfa & Omega Visión     |
| ActivaTV-HD             |

## Compañías Televisoras en Honduras
Empresas de televisión por cable, por internet y satelital:
- UNE TV HN
- Activa TV HN
- Grupo Cable Sula
- [pencaligüe tvOS]
- Tevisat
- Bay Islands Satellite Company
- Island Cable TV
- Central American Cable
- DirecPC - Satellite Reception Specialists
- Microsat (Cerro Operaciones)
- Honduvisión
- Television Companies - Honduras
- TvRadioWorld - Honduras - Television Broadcasting Stations
- UltimateTV - Honduras Televisión
- CampusTv (Televisión Digital en Alta Definición 1080i)
- Claro TV (Televisión Digital, Internet y Televisión Satelital)
- Cable Color
- Galavisión
- Mayavisión
- SKY
- Tigo TV Honduras
- TV Cable Honduras
- Cable Visión
- Multicable
- TVH Internacional

## Canales de operación nacional en señal abierta

### Público
- Televisión Nacional de Honduras (Dirección Nacional de Radio y Televisión)
- Congreso TV (Dirección Nacional de Radio y Televisión)
- TEN (Grupo ABC)

### Privado
- Corporación Televicentro
- Asesores Gerenciales (Activa TV, Musiquera 93.3 FM, Radioactiva 99.7 FM, Estereo Clase 92.9 FM)
- Suyapa Medios (Católico)
- C.B.C. CANAL 6 (presidente: Joaquín Nodarse)
- Maya Media Group (Maya TV)
- Grupo R-MEDIA. Canal 11 (sociedades televisivas.)
- Go TV (Grupo OPSA)
- Telered Albavision Comunicaciones)